# Villach
Villach (tyskt uttal: [ˈfɪlax] lyssna (fil); slovenska: Beljak, italienska: Villaco, friuliska: Vilac) är en stad i förbundslandet Kärnten i södra Österrike. Det är landets sjunde största stad, med 65 600 invånare. (2024)
Villach ligger vid floden Drau, 35 km väster om Klagenfurt nära gränsen mot Slovenien. Staden har framförallt vuxit upp som en järnvägsknut och vägkorsning, där vägarna och järnvägarna från Slovenien, Wien och Italien möts. Det är en handelsstad med varierande industri samt centrum i en betydande turistregion.

## Historia
Under andra världskriget utsattes staden för totalt 37 allierade bombningar.

## Indelning
Kommunen består av 58 orter (Ortschaften) (inom parentes invånarantal 1 januari 2024):

- Villach-Innere Stadt (8 590)
- Goritschach (584)
- Heiligengeist (280)
- Mittewald ob Villach (45)
- Neufellach (732)
- Obere Fellach (1 096)
- Pogöriach (113)
- St. Georgen (983)
- Untere Fellach (3 409)
- Drautschen (357)
- Gratschach (207)
- Gritschach (411)
- Großvassach (1 367)
- Heiligen Gestade (92)
- Kleinvassach (663)
- Kumitz (245)
- Landskron (4 938)
- Neulandskron (492)
- Oberwollanig (260)
- Rennstein (146)
- St. Andrä (760)
- St. Leonhard (2 024)
- St. Magdalen (1 412)
- St. Michael (257)
- St. Ruprecht (494)
- St. Ulrich (699)
- Unterwollanig (167)
- Urlaken (124)
- Zauchen (348)
- Bogenfeld (179)
- Dobrova (82)
- Duel (27)
- Egg am Faaker See (329)
- Graschitz (65)
- Greuth (190)
- Großsattel (135)
- Kleinsattel (126)
- Kratschach (129)
- Maria Gail (553)
- Mittewald (188)
- Prossowitsch (166)
- St. Niklas an der Drau (240)
- Serai (142)
- Tschinowitsch (378)
- Turdanitsch (220)
- Weißenbach (4)
- Drobollach am Faaker See (489)
- Oberfederaun (24)
- Oberschütt (151)
- Unterfederaun (23)
- Unterschütt (213)
- Villach-Auen (6 925)
- Villach-Seebach-Wasenboden (4 121)
- Villach-Lind (5 109)
- Villach-St. Agathen und Perau (3 515)
- Villach-St. Martin (2 502)
- Villach-Völkendorf (5 663)
- Villach-Warmbad-Judendorf (2 417)